# Smithonia (метеорит)
Smithonia — железный метеорит весом 69,85 килограмм. Найден в апреле 1940 года в окрестностях города Элбертон, штат Джорджия. Сообщалось, что он упал за шесть лет до обнаружения.

## Химический анализ
Проведен Робертом Wyant
- Железо 93.42%
- Никель 5.58%
- Кобальт 0.60%
- Фосфор 0.20%
- Хром 0.04%
- Углерод 0.01%
- Сера 0.10%

Платина не обнаружена.